# Estación de Tudela de Duero
Tudela de Duero fue una estación de ferrocarril situada en el municipio español de Tudela de Duero, en la provincia de Valladolid. Las instalaciones formaban parte de la línea Valladolid-Ariza y estuvieron en servicio entre 1895 y 1994.

## Historia
Tras varios años de obras, la línea Valladolid-Ariza fue abierta al tráfico en 1895. Los trabajos de construcción corrieron a cargo de la compañía MZA, que en el municipio de Tudela de Duero levantó una estación de 3.ª clase. Las instalaciones disponían de un edificio de viajeros, un muelle-almacén de mercancías y varias vías de sobrapaso o apartadero.
En 1941, con la nacionalización del ferrocarril de ancho ibérico, las instalaciones pasaron a manos de RENFE.
En 1979 la estación fue rebajada a la categoría de apeadero-cargadero, reflejo de la decadencia que vivía la línea en aquellos años. En enero de 1985 las instalaciones, al igual que el resto de la línea, fueron cerradas al tráfico de pasajeros. La antigua estación fue reclasificada como cargadero y se mantuvo todavía operativa para los trenes de mercancías, habida cuenta de la presencia industrial en la zona. Dejó de prestar servicio con la clausura definitiva de la línea en 1994.